# Santa Maria de Castelló d'Encús
Santa Maria de Castelló d'Encús (o Sant Martí de Castelló d'Encús), fou l'església parroquial del poble de Castelló d'Encús del terme de Talarn, a la comarca del Pallars Jussà.

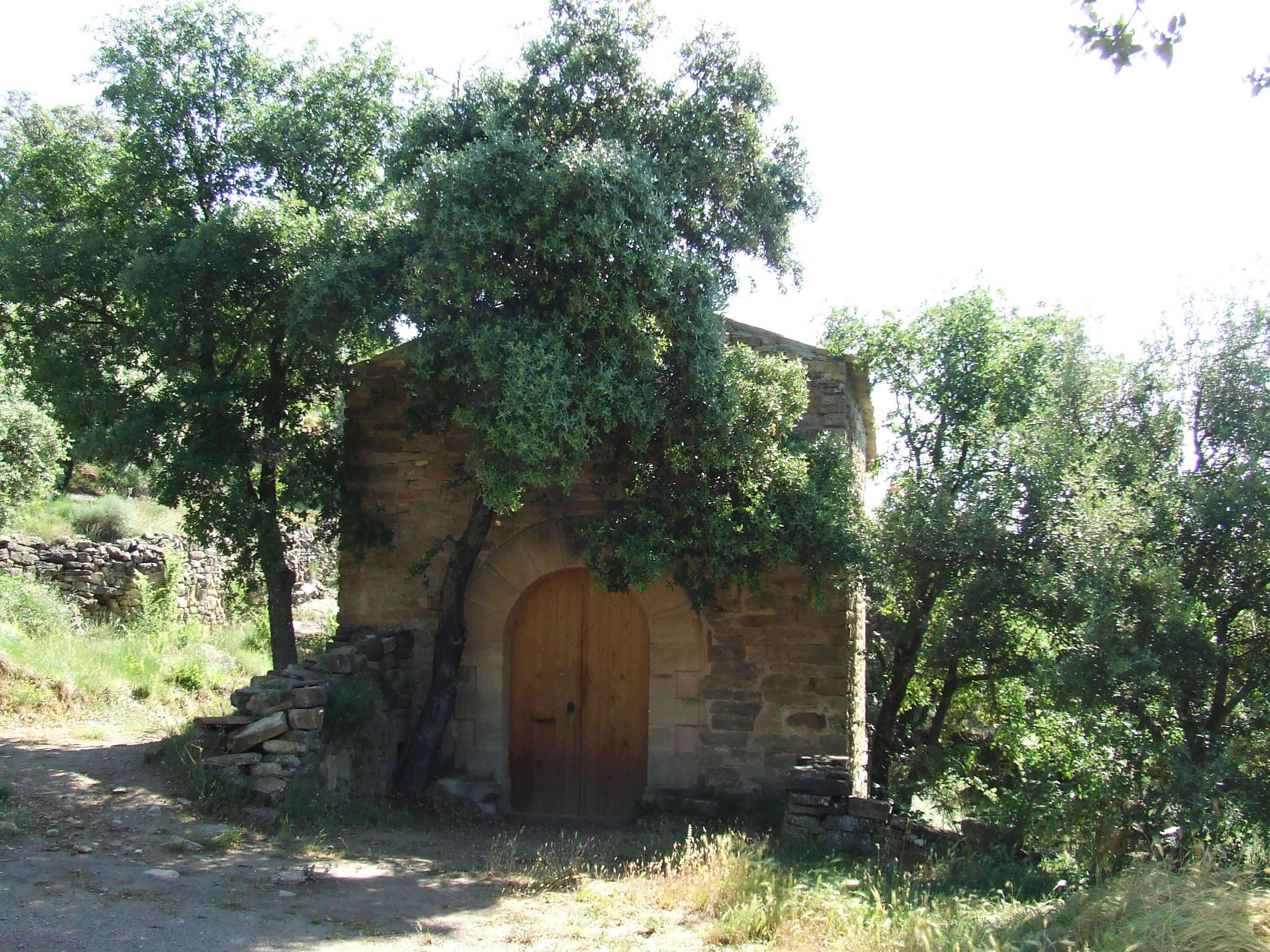
Façana oest

Davant la manca d'un títol fefaent, es pot considerar documentada la pertinença de Castelló a l'orde de Sant Joan de Jerusalem l'any 1151, en virtut de la donació que van fer els comtes de Pallars, Arnau i Àuria, a la comanda de Susterris.
Fins fa poc (2009, en què fou restaurada) entremig de les runes de cases de l'antic poblat hi havia l'antiga parroquial de Sant Martí, amb la teulada ensorrada de pocs anys, car en les darreres dècades els militars de Talarn l'havien coberta (com ho testimoniava una làpida trencada que hi havia a l'interior).

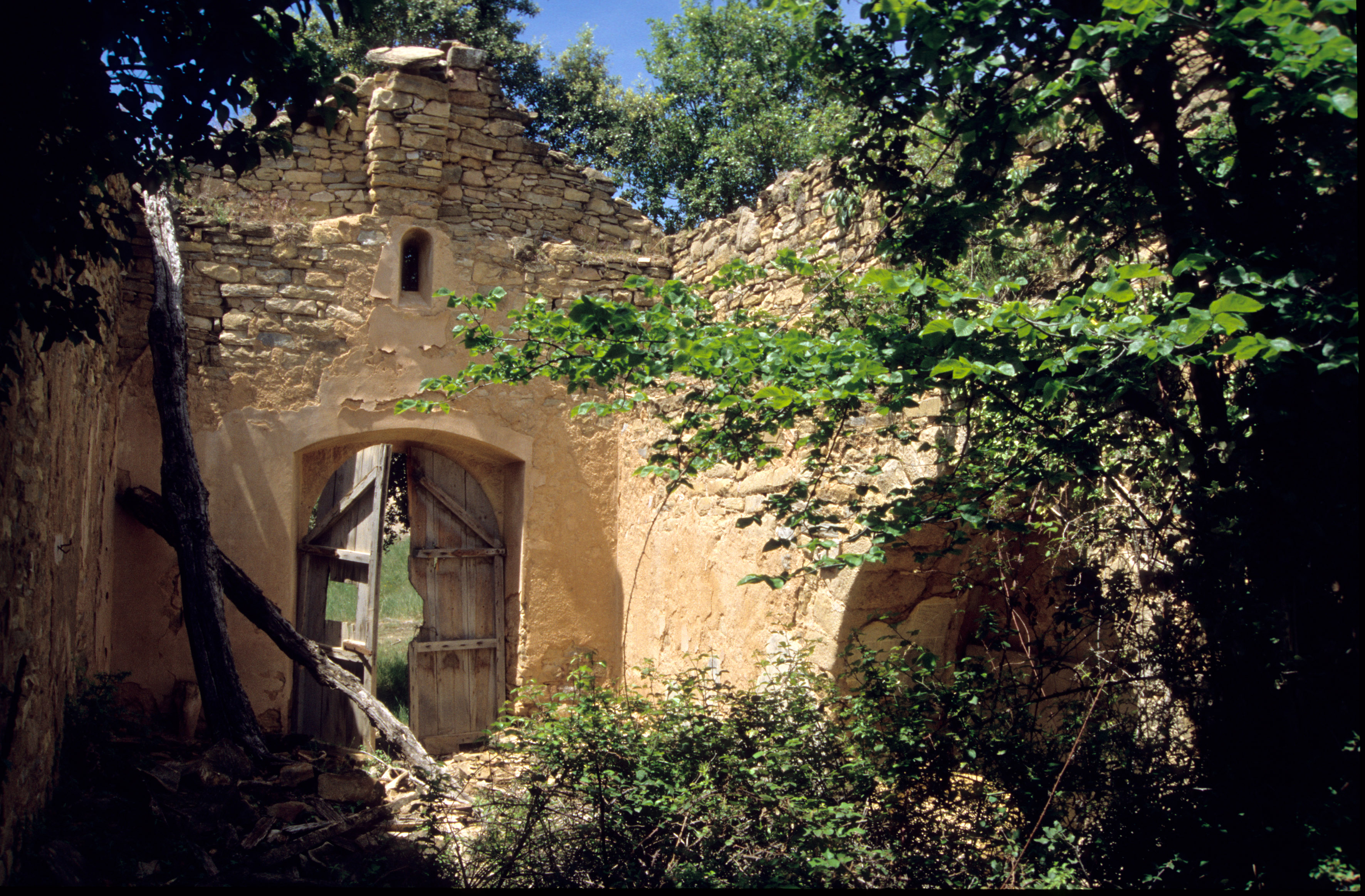
Interior de l'església l'any 1999.

Sant Martí és un temple petit, d'una sola nau i capçalera plana. La teulada, recuperada per la restauració, era (i és) a tres vessants determinats per una biga carenera, que s'aguanta al vèrtex de la testera de la façana i a una encavallada situada sobre la capçalera; biga i encavallada formen el tremujal dels tres vessants. A la façana hi ha la porta, de bon dovellatge, que forma arc de mig punt (que no sembla medieval).
Interiorment, al mur de tramuntana hi ha un arcosoli d'aparença medieval, cobert amb volta de mig punt; lloc on sovint s'allotjava un sarcòfag. A migdia i a tramuntana del presbiteri, hi ha sengles finestretes espitllerades d'arc de mig punt.
En tot l'edifici els murs són de carreu petit i irregular, desbastat a cop de maceta, lligat amb morter i aparellat en filades. És un tipus de parament que si bé fa pensar en el primer romànic, sembla que en aquest cas és obra medieval tardana, de difícil datació.